# Lega sveva

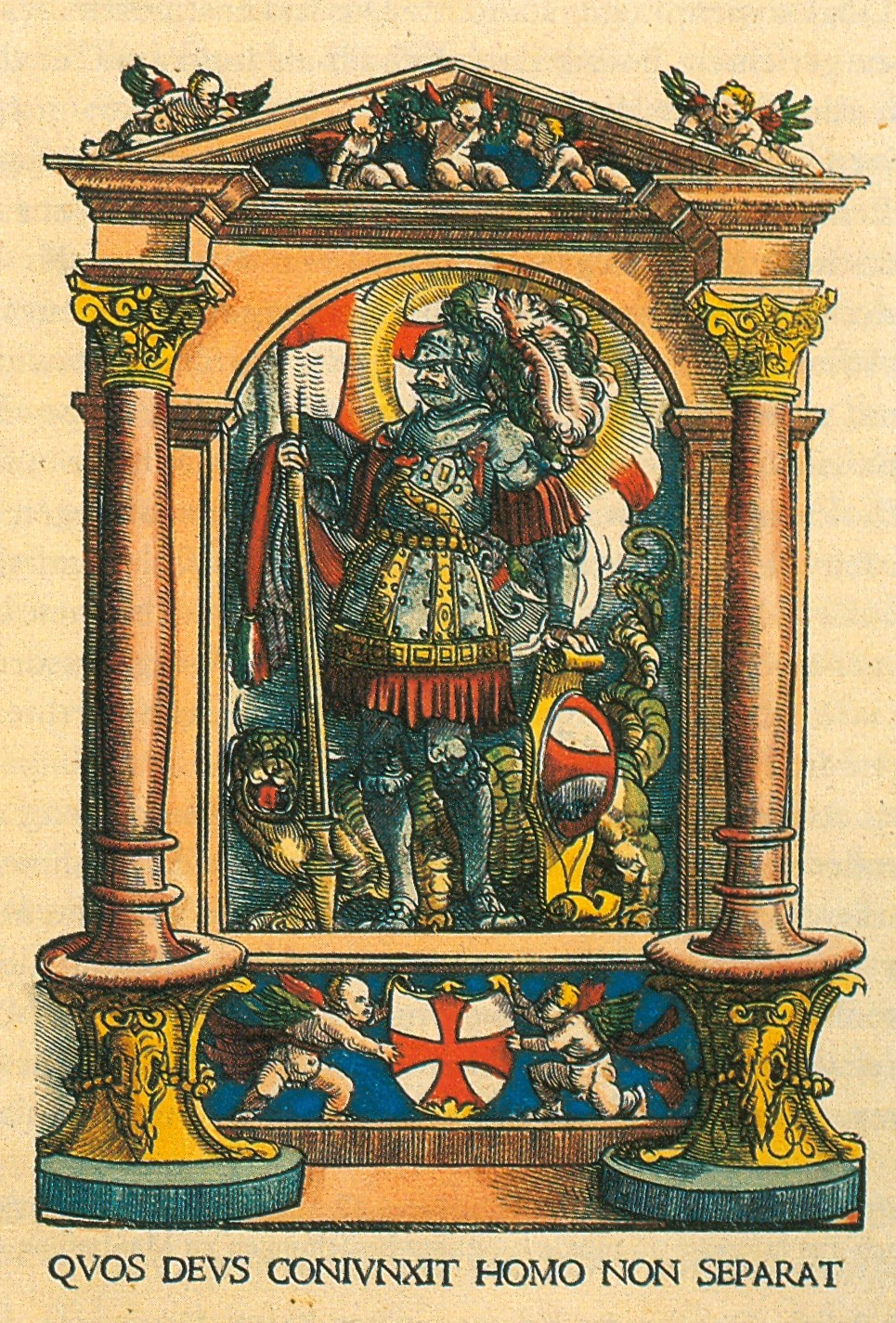
Stemma della lega, xilografia del 1522

La Grande Lega di Svevia o la Grande Lega dei Paesi Svevi (Schwäbischer Bund) fu un'alleanza di tipo militare ispirata dall'Imperatore Federico III d'Asburgo e guidata da altri membri del casato degli Asburgo. Fu creata il 14 febbraio 1488 durante la dieta imperiale di Esslingen am Neckar per contenere l'influenza della Confederazione elvetica nel sud della Germania, dopo che era uscita vittoriosa dai conflitti con gli Asburgo e dalle Guerre di Borgogna.
Vi aderirono diversi Principi del sud della Germania e dell'Austria Anteriore, essa fu tra gli altri guidata dai Conti del Tirolo e dal conte Eberardo V del Württemberg; nella lega entrarono diverse signorie di media importanza come quelle dei Werdenberg, Fürstenberg, Waldburg, Zollern, etc., vi aderirono anche molti cavalieri e 22 città libere Imperiali della Svevia. La città di Ulm fu scelta come la sede della Lega. La Lega Sveva fu una tappa importante nelle riforme delle istituzioni amministrative del Sacro Romano Impero, e mostrò la sua importanza e potenza nella repressione della guerra dei contadini tedeschi.

## Formazione della Lega
Durante il XV secolo, i nobili della Svevia ingaggiarono una lotta politica contro le città della loro regione, ledendo i loro diritti e creando una situazione che rischiava di fomentare l'anarchia a tutto vantaggio dei vicini confederati svizzeri. L'imperatore Federico III d'Asburgo propose di riunire le città e i nobili dentro la Grande Lega di Svevia. Questa coalizione, alla cui fondazione l'imperatore diede il suo consenso, comprendeva quattro gruppi principali: 
- Le 22 Città libere imperiali della Svevia.
- L'ordine dei cavalieri detto lega di San Giorgio.
- Le regioni Governate da Sigismondo d'Austria detto il danaroso.
- Le regioni Governate da Eberhard V del Wurtemberg, che divenne capitano o comandante in capo della Lega.

La Grande Lega di Svevia era una potenza militare con più di 13000 uomini.

## Interventi Militari della Lega
La Lega Sveva partecipò a numerose campagne militari che si possono riassumere così:
- Partecipò alla Guerra sveva del 1499 e venne sconfitta dalla confederazione elvetica.
- Durante la guerra di secessione di Baviera (1504-05) prese vittoriosamente la parte del duca dell'alta Baviera, Alberto IV, contro la linea del partito palatino del duca Giorgio.
- Nel 1512 le truppe della lega presero d'assalto la cittadina di Hohenkrähe im Hegau per mettere fine al separatismo della nobiltà locale.
- Nel 1519 condannò il duca Ulrico di Württemberg, che aveva tentato di impadronirsi con la forza della città libera Imperiale di Reutlingen.
- Nel 1523 si schierò contro la cavalleria di Franconia guidata da Hans Thomas von Absberg.
- Partecipò alla Guerra dei contadini tedeschi scoppiata nel 1525, dopo l'intervento del duca di Lorena in Alsazia; le armate della lega, marciarono nel 1526 contro i contadini insorti che si erano ritirati a Strasburgo.